# قائمة قصور السعودية
قائمة قصور السعودية القصر هو مقرإقامة كبير، وخاصة ما يتعلق بالمقرات الملكية والرئاسية، أو الأعيان رفيعي المستوى، كالأساقفة، كما يطلق قصر على المباني الفخمة والمزخرفة.

## قائمة قصور السعودية
تحتوي هذه القائمة على أسماء قصور في السعودية.
| الصف | الاسم                               | الصورة     | الموقع           | الملاحظات |
| ---- | ----------------------------------- | ---------- | ---------------- | --- |
| 1    | قصر القشلة                          |            | مدينة حائل       | القلعة مستطيلة الشكل ومبنية من الطين وتمتد طولاً من الشرق إلى الغرب بطول 241 متراً، وعرضاً من الشمال إلى الجنوب بعرض 141 متراً. القصر مكون من دورين حيث يحتوي الدور الأرضي على 83 غرفة بالإضافة للقبب ويحتوي الدور العلوي على 59 غرفة بالإضافة إلى مباني الخدمات الأخرى، وجميع هذه الغرف تطل على ساحة القصر، وفي زواياه أربعة أبراج مربعة الشكل. |
| 2    | القصر الأحمر (السعودية)             | تحميل صورة | الرياض           | كان الأمير سعود بن عبد العزيز آنذاك الثاني يسكن في قصر ملاصقا لقصر والده الملك عبدالعزيز يفصل بينهما سور، وكان يقع جنوب قصر والده، وفي إحدى الليالي اشتعل حريق في غرفة المؤن بقصر الأمير سعود، وبدأ ينتشر في القصر المكون من طابقين، واستمر الحريق حتى اليوم الثاني، مما اضطر الأمير سعود للانتقال مع أسرته للعيش في قصر الضيافة، والذي لم يتسع له ولعائلته، عندها أمر الملك عبد العزيز ببناء القصر الأحمر لابنه وولي عهده آنذاك الملك سعود بن عبد العزيز. قام الملك عبد العزيز بالاجتماع مع المهندس محمد بن لادن ومجموعة من المهندسين وحددوا موقع القصر الأحمر جنوب القصر المحروق، وتم الانتهاء منه في عام 1948م، واستقر به الملك سعود لخمس سنوات ثم انتقل إلى قصر الناصرية، وأصبح القصر الأحمر مقرا رسميا لانعقاد مجلس الوزراء به. |
| 3    | القصر الفريد                        |            | محافظة العلا     | تعود تسميته بالفريد لانفراده بكتلة صخرية مستقلة وكذلك لاختلاف واجهته الكبيرة عن المقابر الأخرى في مدائن صالح، وكذلك فإنها تحتوي على عنصر معماري لا يتوافر في غيرها من المقابر وهو عمودين إضافيين وسط الواجهة. استخدمت قطعًا من الحجر الرملي المنحوت من الأعلى إلى الأسفل في بناء القصر، كما استخدمت بعض العناصر الزخرفية المصرية، والآشورية، والهلنستية. ويشير حجم هذا القبر إلى المكانة الاجتماعية للمتوفى. ويعد القصر الفريد أكبر القبور في المنطقة والتي يصل عددها 131 قبرًا. يرجع تاريخ القصر الفريد لما يقرب 1900 عام، إلا أنه لا يزال في حالة جيدة، وذلك بفضل ظروف الطقس الجافة. |
| 4    | قصر أبا صبان                        | تحميل صورة | حائل             | ويتكون القصر من قسمين شرقي وغربي. وبالنسبة للقسم الشرقي فهو الأكبر، ويحوي جداره الجنوبي المدخل الذي يؤدي إلى فناء مستطيل الشكل أبعاده حوالي 34x37م تقريبًا، وتحيط به ثلاث صفوف من الغرف قوامها سبعة غرف في كل من الجهتين الغربية والشرقية، وست غرف في الجهة الشمالية، وتفتح جميعها على الفناء. وأما القسم الغربي، فيحوي جداره الشمالي المدخل الذي يؤدي إلى فناء مستطيل الشكل أبعاده 34x8م تقريبًا، ويحيط به صفين من الغرف، ثلاث غرف في الجهة الجنوبية، وسبع غرف في الجهة الغربية. |
| 5    | قصر أبو جفان                        | تحميل صورة | محافظة الخرج     | بُني هذا القصر سنة 1366هـ بناءً على رغبة الملك عبدالعزيز آل سعود بعد دخوله منطقة الأحساء، ويعتبر من القصور التي دخل في بنائها مواد البيئة المحلية مثل الأشجار والطين والماء والأخشاب. بُني القصر على ضفاف وادي أبو جفان في الصحراء بين الخرج والرياض والأحساء، حيث يقع أبو جفان جنوب العرمة، وعدد أباره خمسة وعشرين بئراً أشهرها بئر تُدعى القموص، والطريق الذي يمر من أبو جفان يدعى مزاليج ثم أصبح أول الطرق في عهد السيارات، وفي هذا المنهل قصر بناه الملك عبد العزيز من أجل تخزين المواد الغذائية التي تقطع بها الأبل الدهناء، وتضعها في هذا القصر، وتقوم السيارات بنقل هذه المواد إلى الرياض. ويقول سعد الدريهم عن هذا المنهل: " يقع شمال شرق الخرج ويبعد حوالي 80 كيلومتراً، وقد بني في عهد الملك عبد العزيز سنة 1366هـ وذلك لحماية موارد المياه وكاستراحة للحجاج باعتباره موقعاً مهماً للتبادل التجاري بين المنطقتين الشرقية والوسطى". |
| 6    | قصر أجود بن زامل                    | تحميل صورة | الأحساء          | قسم مصمم قصر أجود بن زامل المبنى إلى قسمين يفصلهما جدار سميك مبني من الحجارة والطين، وله مدخل مقنطر مغطى بقوالب جبسية مزخرفة، كما تبين للمختصين في مجال الآثار بأن كمية الفخار المستخدمة في بنائه أكثر من أي كمية بأي موقع تراثي آخر بالأحساء. |
| 7    | قصر إبراهيم                         |            | الأحساء          | بدأ بناء القصر مع مسجد قبة عام 963هـ الموافق 1555م، وخلال القرن التالي توسع ليضم القلعة، وسجنًا، وحمامات تركية. في مارس 2019 أعلنت الهيئة العامة للسياحة والتراث الوطني انتهاء مراحل الترميم في جميع أجزاء ومرافق القصر، والتي شملت إعادة بناء الأجزاء المتساقطة، إضافة إلى الأعمال الجصية لمرافق القصر، مع دهن المباني حسب المواصفات المناسبة للموقع التاريخي، وتسوية الساحة المقابلة للقصر وتأهيلها لتكون مقراً لإقامة الفعاليات والمهرجانات السياحية. |
| 8    | قصر إمارة نجران                     |            | نجران            | تم إنشاء القصر عام 1361 هـ، وقد بناه أمير نجران آنذاك تركي بن ماضي، وبه 60 غرفة وكان مقر للإمارة وبعض الدوائر الحكومية الأخرى، ومنها المحكمة الشرعية والبرقية (اللاسلكي) والشرطة، وسكناً للأمير والوكيل والأخوياء. المبنى على شكل قلعة ذات أسوار عالية أقيمت في أركانه الأربعة أبراج دائرية للمراقبة، ويوجد به مسجد وبئر قديمة يعود تاريخها إلى ما قبل الإسلام وهو مبني من الطين وأساساته من الحجارة ويعتبر من أهم المباني في المنطقة. بعد إخلاء القصر عام 1387 هـ، وهو العام الذي انتقلت فيه إمارة نجران إلى موقعها الجديد، تم إعادة ترميم القصر، وتمت عملية ترميمه الأولى بنفس طراز تصميمه الذي بني عليه عند انشائه وتأثيثه وفق تراثه القديم، ثم أعادت الهيئة العامة للسياحة والآثار (اسمها الحالي الهيئة العامة للسياحة والتراث الوطني) عام 1429 هـ ترميم القصر بشكل كامل بنفس المواد الأولية التي بُني بها.، وقد عملت وكالة الآثار والمتاحف على ترميمه وصيانته ابتداءً من عام 1406هـ                                                                     |
| 9    | قصر ابن ثعلي                        |            | الطائف           | هما قصران شرقي وغربي وهو المشهور ويقع بالمحاني شمال الطائف 170كم ويربط المنطقة عدة طرق اشهرها طريق الطائف الذي يمر عشيرة و البركة والحفائر وآخر قادم من جهة جدة ويمر بعدة مناطق منها مدركة ورهاط، ويقع القصر على مقربة من درب زبيدة القديم (طريق حجاج العراق). |
| 10   | قصر الإمارة (أملج)                  |            | أملج             | تقع قلعة أملج وسط البلدة شمال الميناء الحالي للمدينة، حيث تم بنائها عام 1304 هـ بأمر من الحكومة العثمانية لتكون مركزاً للحكم ومقرا للحاكم والحامية العسكرية، والتي بنيت من الصخور البركانية السوداء التي تم جلبها من موقع الحوراء الأثري شمال أملج بشكل مستطيل يبلغ طوله 30م وعرضه 25م، وللقلعة بوابة واحدة من الجهة الجنوبية يعلوها روشان يبلغ ارتفاعه 4 أمتار داخله درج حلزوني يصعد إلى أعلى الروشان للاستطلاع عن السفن القادمة إلى الميناء، ويوجد بها عدة حجرات بعضها خاص بسكن الحاكم وبعضها لاستقبال الوفود وأخرى تستخدم كسجن. في عام 1336 هـ تم تدمير القلعة تدميراً كاملاً من قبل القوات البحرية الايطالية حيث توجهت إليها سفينتان تسمى احدهما فوكس يقودها القبطان بوبل، وتم قصفها بالمدافع حينما كانت بطريقها إلى ميناء ينبع البحر. |
| 11   | قصر الإمارة القديم في الرس          | تحميل صورة | محافظة الرس      | زاره الملك عبدالعزيز آل سعود وأقام فيه عدة أيام بعد وقعة السبلة عام 1348هـ. |
| 12   | قصر الإمام عبد الله بن سعود         | تحميل صورة | الرياض           | يقع القصر في الجهة الجنوبية من قصر سلوى، ويشغل مساحة تُقدر نحو ألفي متر مربع. كان القصر مقراً للسكن، ومكاناً للحكم في فترة الإمام عبد الله بن سعود الذي كان حاكماً للدرعية والدولة السعودية الأولى عندما غزتها قوات محمد علي باشا. |
| 13   | قصر الإمام عبد الله بن فيصل آل سعود | تحميل صورة | الرياض           | وصفه الرحالة بلجريف بقوله: "رأينا قصراً مربعاً حسن البناء يحتوي على ثلاثة صنوف من النوافذ بعضها فوق بعض، ويجلس على مداخله مجموعة من الأفارقة، وهذا القصر هدمه ابن رشيد لما أستولى على الرياض". وقد تحدث فؤاد حمزة عن الملك عبد العزيز آل سعود حين ذكر القصر بقوله " أنه هدمه ابن رشيد مبقياً القلعة المسماة المصمك، وكانت لنا بيوت للعائلة أمام المصمك؛ فهدمها أيضاً .." |
| 14   | قصر البثينية                        | تحميل صورة | الجموم           | يقع القصر في الجهة الشرقية للمحطة، وهو عبارة عن بقايا أساسات لبناء مربع الشكل طول ضلعه 55م، وهو مبنى من الحجر البازلتي، ويبلغ سمك جداره الخارجي متر واحد، وعمق أساساته 1،30م عن مستوى سطح الأرض الخارجية، ويحيط بالقصر دعامات إسطوانية الشكل طول كل منها 2،20م، وعدد هذه الدعامات ثلاث في كل جهة، وواحدة في كل ركن من أركانه، وتختلف الجهة الجنوبية عن الجهات الأخرى حيث أنها تحتوي على أربع دعامات لكون المدخل الرئيسي للقصر يقع في وسطها حيث أن المدخل مدعم بدعامة في كل جانب منه، ويبلغ عرض المدخل حوالي 3،75م ومقسم إلى جزءين تتخذ الشكل المستطيل، ويفصل بينهما بوابة داخلية بعرض 3م، ويوجد في وسط القصر من جهة الجدار الشرقي مبنيان مستطيلا الشكل أبعاد المبنى الشرقي 19,60×21م أما الغربي فأبعاده 18×20م ويحتوي الشرقي على بقايا أساسات لمبنى مستطيل الشكل في داخله ثلاث غرف مقامة على جداره الداخلي الجنوبي، أما المبنى الغربي فيحتوي على غرفة في زاويته الشمالية الغربية، ويحيط بهذين المبنيين فناء من جهاتهما الثلاث الشمالية والغربية والجنوبية |
| 15   | قصر البجيدي                         | تحميل صورة | محافظة تيماء     | يُعتبر القصر أول قصر إسلامي يكشف عن في تيماء يعود للعصر العباسي، القصر مربع الشكل وفي أركانه أبراج، يشير القصر إلى انتشار المدافن المختلفة الأشكال في جنوب تيماء، ويحوي القصر بعضها في غرفة بداخله، القصر عبارة عن بناء مشيد من الحجر على شكل قصر كبير له سور خارجي ويتكون من وحدات سكنية وأربعة أبراج تقع في أركانه. |
| 16   | قصر البديعة                         | تحميل صورة | وادي حنيفة       | اعتاد الملك عبد العزيز التردد على قصر البديعة ومعه ضيوفه صيفًا، وكان إذا جاء من الرياض ينزل في القصر ويمكث فيه حتى يصلي الظهر، ثم يذهب إلى النوم ويخرج بعدها ليجتمع بخاصته حتى يصلي العصر، وبعد تناول الطعام يخرج ومن معه إلى بطحاء الوادي ويجلس هناك حتى يصلي المغرب ثم يعود إلى الرياض، واستخدم هذا القصر لسكن الضيوف بعد بناء "قصر المربع" والقصور المجاورة له. |
| 17   | قصر البنت (مدائن صالح)              |            | العلا            | يثير قصر البنت بمدائن صالح الروايات والحكايات الرومانسية التي تجنح كلها إلى الخيال بسبب اسمه وطريقة بنائه الجميلة، فيقال ان البنت هي فتاة مدفونة في القصر بعد أن قتلها والدها بسبب علاقة حب جمعتها بأحد النحاتين في مملكة الأنباط الذين سكنوا المدائن سنة 150 قبل الميلاد. |
| 18   | قصر الثغر (بيشة)                    | تحميل صورة | تبالة            | بني القصر في عصر الدولة السعودية الأولى في أعقاب خضوع بيشة وتبالة لحكم الإمام عبدالعزيز بن محمد آل سعود عام 1213 هـ، وكان بناء قصر الثغر تجسيدًا لسياسة الدولة السعودية الأولى التي كانت تبني القصور والقلاع في المناطق التي تخضعها لحكمها، وقد تميز بناء القصور بأنه وفق نظام عمراني واحد ومتشابه، وعُرفت تلك القصور والقلاع باسم (الثغور)، ومنها: قلعة بن شبكان في بلدة الرقيطاء. تعرض القصر للهدم على يد محمد علي باشا سنة 1230هـ وذلك بعد انتصار جيشه على الجيش السعودي بقيادة عبد الله بن سعود الكبير في موقعة بسل، فقد توجه محمد علي بعد موقعة بسل إلى بيشة وقصد تبالة وحاصر شعلان في قصر الثغر ودك القصر بالمدافع حتى أحدث عدد من الفتحات في جداره الخارجي، ثم تمكن من قتل شعلان ومائة من رجاله الذين كانوا يتحصنون داخل القصر. |
| 19   | قصر الحائط (الأفلاج)                | تحميل صورة | الأفلاج          | أحد الحصون التاريخية الواقعة في السيح في الأفلاج. ذكر هذا الحصن أبو محمد الهمداني في القرن الرابع الهجري. |
| 20   | قصر الحرملة                         | تحميل صورة | منطقة عسير       | كانت من أبرز المواقع التي يلجأ إليها آمراء آل عائض حينما كانوا يواجهون الأخطار الخارجية، وخاصةً اثناء الحملات المصرية والحكم العثماني لعسير، وقد ساعد الموقع الجغرافي للحرملة بما تتميز به من متانة، مما أدى ذلك إلى عدم تعرض مبانيها للتخريب والتدمير الذي لحق بكل مراكز آل عائض في عسير، كما كانت الحرملة مشتى لبعض أفراد أسرة آل عائض حيث تقع في هوة سحيقة في منطقة الأصدار، أي في منطقة وعرة لا تصلها السيارات، ولا يتم الوصول إليها إلا من خلال السير على الأقدام. |
| 21   | قصر الحكم                           |            | الرياض           | وقد كان القصر يُعرف بقصر الشيوخ، ويقع بالقرب منه بيوت أقارب الملك عبدالعزيز مثل بيت أخيه الأمير محمد بن عبد الرحمن الواقع شرقه من ناحية الصفاة. |
| 22   | قصر الحمرا                          |            | تيماء            | يشتق اسم الحمراء من الصفة العربية أحمر، حمراء وتعني "أحمر"، ويقع هذا القصر على حافة صخرية ذات لون قريب من اللون الأحمر، ويُطلق عليه محلياً القصر الأحمر، ولقد أُكتشف القصر في شهر مارس من عام 1979م خلال مسح منظم قامت به إدارة الآثار في المملكة العربية السعودية. يقع قصر الحمراء على حافة جبل عند نقطة تحدد النهاية الشمالية الغربية للسور الرئيسي لمدينة تيماء، ومن الواجهة الأخرى يقع على حوالي ثلاثة كيلو مترات شمال غرب الطريق الرئيسي المزفت، والذي يمتد من وسط المدينة إلى تبوك. |
| 23   | قصر الدويش                          | تحميل صورة | الرياض           | يتكون المبنى من دورين يحتوي الأول منهما على عدد من الوحدات السكنية أهمها المجلس٬ وهو ما يعرف بغرفة الاستقبال٬ وهي أكبر غرفة في القصر أو المسكن٬ وتقع إلى يمين المدخل الرئيس للمنزل٬ ويتألف المجلس من غرفة مستطيلة الشكل جدرانها تحتوي على زخارف جصية. وهناك فناء مسقوف يسمى محليًا (العريش) أو (الليوان) ويمر من خلاله للدخول إلى المجلس. وهذا العريش أو الليوان المسقوف تحمل سقفه أعمدة من الحجارة أسطوانية الشكل مشكلة بالخرز المليس بالطين والجص٬ وفوق الأعمدة تيجان وعقود مثلثة الشكل٬ مدببة٬ وفي الدور الأول عدد من الغرف ذات الأغراض المختلفة٬ ومنها ما تستخدم مخازن للحبوب٬ والحطب٬ والطبخ٬ ومخازن للتمور. |
| 24   | قصر الربيعة                         |            | المرقب (الجميمة) | يقع القصر في الجهة الغربية للمجمعة بين شارع منيخ وشارع النور شرق جبل منيخ المرقب وجنوب الوسط التاريخي للمحافظة، ووقف الملك عبدالعزيز. يُعد الشيخ محمد بن عبد الرحمن الربيعة هو الذي أنشىء القصر حيث استمر بنائه عامين من عام 1365هـ طبقاً للوحة التأسيسية الموجودة في الجدار الشمالي لصالة قسم النساء وانتهى عام 1368هـ، وقد كلف بناء القصر آنذاك عشرين ألف ريال حيث شُيد على يد مجموعة من حرفيي العمارة، وقد قام برسمه وبنائه عبد الله بن إبراهيم الثميري رحمهُ الله الذي سُجل اسمه على لوحة جصية موضحاً فيها تاريخ البناء داخل القصر. تُقدر مساحة القصر بألف وستة وأربعين مترا مربعاًوأربعين سم، وواجهته الشرقية هي الواجهة الرئيسية للقصر حيث يُقدر طولها بـ 48م. |
| 25   | قصر الرضم                           | تحميل صورة | منطقة تبوك       | هو قصر في وسطه بئر، وجدرانه مشيدة من الحجارة المصقولة، وله دعائم من الخارج، يبغ طول القصر 34 متر، عرضه 25 متر، وارتفاع جدرانه 3.5 متر، ويزيد سمكها عن المترين، ويمكن مشاهدة دعامات حجرية ضخمه ساهمت في صمود عبر القرون. يعود تاريخ القصر إلى منتصف الألف الأول قبل الميلاد، وبالتحديد إلى العصر الحديدي، ويقال أنه بُني في القرن الثالث قبل الميلاد. ويوجد بالسور الغربي في القصر آثار بوابة تقع على الأرض المكشوفة بمسافةٍ تُقدر بـ 180م من القصر الذي يؤدي إليه ممران، يمتد أحدهما من الشمال الغربي إلى الجنوب الشرقي محاذياً سور المدينة، بينما يعبر الآخر البوابة ويلتقي مع السور المحاذي للمدينة، ويوجد على الجهة الشرقية من القصر حقول مزروعة تمتد على شكل هلالٍ باتجاه الشمال، والشمال الشرقي، والشمال الغربي. |
| 26   | قصر السبيعي                         |            | الرياض           | قام ببناء القصر الشيخ عبد الرحمن بن عبد الله السبيعي وكيل بيت المال عام 1358هـ وانتهى من عمارته وانتقل إليه عام 1359هـ، ويقع القصر في الجهة الجنوبية الغربية من البلدة القديمة على سوق الحفر الطريق الدائري، والجهة الشمالية من القصر لها مخرج على سوق القعرة، وقد كان القصر محط إقامةالملك عبدالعزيز آل سعود اثناء ذهابه وإيابه حيث كان يمكث في القصر مدة ليست بالقصيرة. يقع القصر في محافظة شقراء، وأُسس منذ أكثر من ثمانين عامٍ، ويتألف القصر من طابقين، وقد رُمم حديثاً من قبل وكالة الآثار والمتاحف التي أحاطته بسور حماية للمحافظة عليه. وقد أشرف على بناء القصر المهندس السعودي من أهالي نجد يُدعى حمد بن قباع وقد ساعدهُ في البناء ابنهُ إبراهيم. |
| 27   | قصر السقاف                          | تحميل صورة | مكة المكرمة      | دخل الملك عبد العزيز إلى مكة المكرمة عام 1343 هـ، فاعلن ابتداء فترة الحكم السعودي على الأراضي الحجازية، فبايع أهل مكة الملك عبد العزيز بتوليه الحكم ، واتخذ الملك عبد العزيز قصر السقاف قصراً للحكم في مكة المكرمة، حيث تميز القصر بكثير من الاحداث السياسية والتنظيمات التشريعية في بدايات العهد السعودي لإعلان بداية عهد جديد لبناء تاريخ عظيم للدولة السعودية الحديثة. وعند استلام الملك عبد العزيز مدينة جدة من أهاليها، فقد شهد قصر السقاف بمكة المكرمة اللبنة والباكورة الأولى لاتفاقية تسليم مدينة جدة للملك عبد العزيز. وكان الملك عبد العزيز إذا صلى العشاء توافد إليه العلماء في مكة المكرمة بقصر السقاف، ويُقرَأ عليه فيه، وفيه جلسة العشاء، ويحضره عدد كبير من العلماء، منهم الشيخ عبد الله بن حسن آل الشيخ، والشيخ عمر بن حسن آل الشيخ إذا كان موجوداً. |
| 28   | قصر الشمسية                         | تحميل صورة | الرياض           | يعود تاريخ بناء القصر إلى العام 1354هـ، حيث أمر الملك عبد العزيز آل سعود ببنائه للأمير سعود بن عبد العزيز بن سعود بن فيصل الكبير، وأخته الأميرة نورة بنت عبد الرحمن بن فيصل بن تركي آل سعود، ومن أشهر أبواب القصر باب يسمى "باب الضعوف" حيث كان مقصدا للمحتاجين الذين يقصدونه وقت الغداء والعشاء ليتناولوا الطعام الذي كان يقدم بقربه. وكذلك أبناء القبائل الذين كانوا يفدون على الملك عبد العزيز وينصبون خيامهم عند القصر ويلقون من ساكنيه كرم الضيافة. |
| 29   | قصر الشيخ محمد بن عبد الوهاب        | تحميل صورة | حريملاء          | تبلغ مساحة القصر تقريباً 275م، ويحده من الجهة الشرقية شارع رئيسي عرضه 12م، ومن الناحية الغربية يطل على شارع أيضاً عرضه 3،5م حيث المدخل القديم للقصر، ومن الناحية الجنوبية يطل القصر باستدارة على الشارعين السابقيين، ومن الناحية الشمالية مباني طينية متهدمة، وتاريخ انشاء القصر منذ انتقال والد الشيخ محمد من العيينة إلى حريملاء في سنة 1152هـ/1738م وقد مكث فيه محمد أربع سنوات في الفترة التي تعتبر تأسيسية اثناء دعوته. |
| 30   | قصر الصانع                          |            | قصر الصانع       | يقع قصر الصانع بعد دخول الحجر بمسافة 200م، وقد جاءت التسمية محلية مثل المقابر النبطية الأخرى، وهو عبارة عن واجهة منحوتة بالأعمدة والزخارف والتماثيل الوثنية، وفي الداخل حجر الدفن وبها مدافن كبيرة وأخرى صغيرة في أرضية وجدران الحجرة. ، وهو عبارة عن كتلتين صخريتين، الغربية منها تضم مدفناً واحداً يسمى قصر الصانع، والكتلة الشرقية تضم ستة مدافن بسيطة النحت. تعتبر تسمية محلية لمقبرة أسرة وافدة من خارج الحجر، وهي مثل المقابر النبطية كالواجهة المنحوتة، وحجرة دفن بها مدافن ، وأخرى صغيرة ذات أرضية وجدران. |
| 31   | قصر الصفا بمكة المكرمة              | تحميل صورة | مكة المكرمة      | ويقع على جبل أبي قبيس المعروف تاريخياً بإحتضانه للحجر الأسود عند حادثة الطوفان في عهد النبي نوح عليه السلام، والذي كان يضم دار الأرقم ابن أبي الأرقم، والتي أقام فيها الرسول وأصحابه صلاتهم سرا خوفا من أذى قريش. شهد القصر، الذي يقيم به ملك السعودية في العشر الأواخر من شهر رمضان، العديد من الأحداث السياسية البارزة، منها انعقاد القمة الإسلامية الاستثنائية الثالثة في العام 2005 |
| 32   | قصر الصوح                           | تحميل صورة | الدرعية          | يقع القصر في منتصف شعب الملقى بين شعب الحميضية وأم الغِرْبان٬ في الجهة الشمالية من الشعب٬ ومادة بنائه هي مادة بناء قصر المنسف٬ وهو مربع الشكل٬ طول ضلعه 21 متر. ويقع مدخله في الجهة الجنوبية٬ وهو مزود بأبراج يبدو أنها دائرية٬ عند المدخل وفي الأركان. يبلغ عرض أسوار هذا القصر 110 سم٬ أما عن ارتفاع بقايا جدرانه٬ فتزيد على المترين٬ ولا يلاحظ وجود وحدات سكنية في الداخل. |
| 33   | قصر الطوقية                         | تحميل صورة | الدرعية          | يفتح باب القصر وهو الوحيد في وسط السور الشمالي تقريبًا٬ بعرض 1.25 متر. وعند الدخول إلى القصر أو على مسافة 90 سم شرق الباب٬ يوجد جدار يمتد من شمال القصر إلى جنوبه٬ بعرض 70 سم. هذا الجدار يقسم القصر إلى قسمين: شرقي وغربي٬ ويفتح منه بابان. |
| 34   | قصر عالي التاريخي                   | تحميل صورة | قرية العليا      | يقع قصر العالي شمال شرق قرية العليا٬ وقد شيد خلال حكم الملك عبدالعزيز آل سعود٬ ويدل على ذلك نقش على لوحة جصية توجد في إحدى الغرف الشمالية للقصر أن القصر بني بأمر الملك عبد العزيز آل سعود عام 1355 هـ الموافق 1936م. وقد أشرف على بنائه الأمير سعود بن جلوي أمير المنطقة الشرقية وكان ناظر البناء رئيس البلدية خالد الفرج٬ حيث شيد على الطريق التجاري القديم المتصل بطريق الكنهري٬ واتخذ هذا المبنى مركزًا حكوميًا يشمل السلطة الإدارية وجمركًا يشرف على حركة التجارة من المملكة إلى الحدود الشمالية الشرقية. يظهر القصر بشكل مربع تبلغ مساحته 8836 مترا مربعا٬ وهو محصن بسور ضخم تحيط به ثمانية أبراج مستديرة تتخللها فتحات دائرية كثيرة لرمي الرصاص وعدد من السقاطات التي تفتح إلى خارج الأسوار. ويقع المدخل الرئيس للقصر وسط واجهته الغربية وتحف بالمدخل دعامتان يعلوهما عقد مستدير تعلوه شرفات مسننة٬ ويبلغ اتساع الباب 5 متر. ويؤدي مدخل القصر إلى فناء كبير يتوزع على أضلاعه عدد من الوحدات المعمارية.                                                |
| 35   | قصر العان                           |            | منطقة نجران      | يحيط بالقصر سور طيني ارتفاعة سبعة أمتار، ويقع غرب مدينة نجران ويطل عليها، ويطل على وادي نجران من الجهة الشمالية، ويتكون من أربعة أدوار، وما زال مأهول بالسكان. يحيط بالقصر سور له أربعة أبراج وبوابه رئيسيه، وبني من الطين بنظام المداميك (العروق). |
| 36   | قصر العبد الجبار                    | تحميل صورة | المجمعة          | هناك ثلاث مقصورات أو أبراج شبه مربعة٬ واحدة منها تقع في الركن الجنوبي الشرقي للسور٬ والثانية في الركن الشمالي الشرقي منه٬ والثالثة في الركن الشمالي الغربي٬ وهذه المقصورات تبرز جميعها عن السور. وقد أضيف إلى الضلع الشرقي من السور دعامات من الحجارة ملاصقة تمامًا له يبلغ ارتفاعها نحو 1.50 متر. ً يوجد في الجدار الجنوبي فتحات شبه مستطيلة تعلوها فتحات مثلثة٬ وللقصر بابان: الباب الرئيس يقع في الجهة الشمالية٬ أما الباب الصغير فيقع في الجهة الغربية من القصر٬ ويحتوي التخطيط الداخلي على وحدات سكنية٬ وبئر٬ ومسجد٬ وساحة٬ وممرات تفصل بين الوحدات السكنية. مادة البناء في الوحدات السكنية هي الطين واللبن وأساسات من الحجارة وسقوفها من خشب الأثل وجريد النخل٬ وهي محمولة على أعمدة من حجارة أسطوانية (خرز). |
| 37   | قصر العسكر                          |            | المجمعة          | بني القصر على هيئة متوازي أضلاع، واتبع في بناءه على الطراز المعماري النجدي القديم. وتقع منازل سكان المنطقة على الجهة الشمالية للقصر، ويحده من الشرق منزل للضيافة، وإلى الغرب يقع بستان وإلى جواره المسجد المعروف بمسجد إبراهيم أو مسجد الإمارة. |
| 38   | قصر العنقري                         |            | الأفلاج          | أحد الحصون التاريخية الواقعة في السيح في الأفلاج. ذكر هذا الحصن أبو محمد الهمداني في القرن الرابع الهجري. |
| 39   | قصر العوجا                          | تحميل صورة | وادي حنيفة       | أحد القصور الملكية السعودية، يقع في محافظة الدرعية، ويطل على وادي حنيفة ومجاور لحي الطريف؛ الذي يضم قصور الأسرة الحاكمة. أنشأه الملك سلمان بن عبد العزيز آل سعود وأصبح مقرًا لملوك وأئمة وأمراء الأسرة الحاكمة آل سعود. |
| 40   | قصر العوسجة                         | تحميل صورة | منطقة القصيم     | أما الوحدة الغربية فتتكون من سبع غرف تشغل الجهة الغربية من القصر٬ وبين هذه الغرف مرفق بنائي ربما يكون الدرج الذي يؤدي إلى الدور العلوي. يحيط بتلك الوحدات من الخارج سور القصر المشيد بالطين والأحجار بسك يصل إلى 75 سم٬ حيث يحتوي على بوابة كبيرة في ضلعه الجنوبي٬ إلى جانب الأب ارج الدفاعية التي تدعم السور٬ والتي يبلغ عددها أربعة عشر برجًا نصف دائرية قطر الواحد منها 2.50 متر. إن مجموعة الأطلال التي يتشكل منها موقع العوسجة وقصرها٬ ربما كانت تمثل قرية صغيرة أو نقطة تحكم ومراقبة أوجدتها الدولة العباسية بوساطة واليها المسؤول عن حماية هذا الطريق وأمنه. |
| 41   | قصر الغاط                           |            | الغاط            | مر بناء القصر بثلاث مراحل، الجزء الغربي منه المرحلة القديمة، يليها الجزء الملاصق لها من الناحية الشرقية، أما الجزء الشرقي؛ فهو الحديث، وقد انتهت عمارة الجزء في عام 1368هـ في عهد الأمير ناصر بن سعد السديري. يتكون القصر من ثلاث وحدات سكنية تتشابه في التصميم، وتتكون من العديد من الغرف ذات أغراض متعددة كالجلوس والتخزين والنوم والطبخ والأحواش والمصابيح التي تحيط بالغرف. |
| 42   | قصر المجصة                          | تحميل صورة | الطرف            | والقصر بناء مستطيل الشكل لهُ سور سميك يدعمهُ أربع أبراج دائرية تنتشر في أركانه الخارجية، ويحتوي مبنى القصر على العديد من الحجرات التي تفتح مباشرةً على ساحة داخلية مكشوفة، وتاريخ بناء القصر ربما يعود إلى أيام الدولة الجبرية 795/ 931هـ، بينما أول تجديد للقصر عام 1337هـ. |
| 43   | قصر المراجل                         | تحميل صورة | وادي العقيق      | قصر المراجل قصر أثَري قَديم، يقع على ضفاف وادي العقيق في غرب المدينة المنورة، بني في القرن الأول الهجري. ذكره عددًا من كتب التاريخ والرحلات، منها: كتاب معجم البلدان لمؤلفه ياقوت الحموي، وكتاب خلاصة الوفا بأخبار دار المصطفى لمؤلفه نور الدين أبو الحسن علي بن عبد الله بن أحمد بن علي الحسني السمهودي. وقد نقل ابن زبالة والزبير بن بكار عن هشام بن عروة قال: . |
| 44   | قصر المربع                          |            | الرياض           | زخر ديوان الملك عبدالعزيز "قصر المربع"، بعدد من الوقائع الهامة والأحداث الرئيسية في تاريخ المملكة، منها استقبال الملك لعدد من ملوك ورؤساء دول العالم، واحتضان أروقته بعض القرارات الملكية الخاصة بإنشاء وزارة الدفاع، والإذاعة السعودية، والمدارس النظامية، ومؤسسة النقد، وإصدار العملة السعودية، إضافة إلى قرارات الدولة الإدارية المتعلقة بأنظمة البرق، وجوازات السفر، والطرق والمباني، والتقاعد، والغرف التجارية، والعمل والعمال. |
| 45   | قصر المصمك                          |            | الرياض           | والمصمك أو المسمك يعني البناء السميك المرتفع الحصين، وقد استخدم كمستودع للذخيرة والأسلحة بعد سقوط الرياض عام 1902 تحت الحكم السعودي، وبقي يستخدم لهذا الغرض إلى أن تقرر تحويله إلى معلم تراثي، يمثل مرحلة من مراحل تأسيس المملكة العربية السعودية. ففي عام 1400 هـ أعدت أمانة مدينة الرياض دراسة خاصة لترميم المصمك، ثم تبنت فيما بعد وزارة المعارف (ممثلة في الوكالة المساعدة للآثار والمتاحف) بالتنسيق مع الهيئة العليا لتطوير مدينة الرياض برنامجًا لتحويل هذا المعلم إلى متحف، يعرض مراحل تأسيس المملكة على يد الملك عبد العزيز، حيث تم افتتاحه في أوائل عام 1416 هـ الموافق 1995م تحت رعاية الملك سلمان بن عبد العزيز، حين كان أمير منطقة الرياض آنذاك. |
| 46   | قصر الملك عبد العزيز (الدوادمي)     |            | الدوادمي         | هو قصر أثري تعود ملكيته للملك عبد العزيز بن عبد الرحمن آل سعود، وهو يقع في الجهة الغربية من محافظة الدوادمي على امتداد طريق الحجاز، يتميز بمبناه الجميل الذي يقع على مساحة كبيرة، حيث كانت بداية مراحل تأسيس القصر الأثري 1349هـ بصدور أمر الملك عبد العزيز إلى الشيخ عبد الرحمن أبو بكر آل غيهب ، من بني زيد أمير الدوادمي آنذاك ، يخبره بأن عليه أن يختار موقعاً مناسباً لبناء قصر للملك في الدوادمي. |
| 47   | قصر الملك عبد العزيز (الخرج)        |            | الخرج            | يعود سبب بناء القصر إلى حماية "الرياض" وحماية حدودها الجنوبية من أي تمرد على الدولة، وتم بناء القصر تحديدا في الخرج لأنها هدف استراتيجي لكل من يريد السيطرة على اليمامة ونجد في تلك الحقبة، وتتميز الخرج بمواردها الطبيعية، وخصوبة أراضيها ووفرة عيونها المائية، كما تمتاز بالكثير من المواقع الأثرية المهمة التي يرجع تاريخ بعضها إلى 500 ق. م مثل المدافن الأثرية ومواقع (البنه) الأثرية باليمامة التي تمر عليها القوافل في رحلتها من الشام إلى اليمن والعكس، والمعروفة برحلة الشتاء والصيف. |
| 48   | قصر الملك عبد العزيز (الطائف)       | تحميل صورة | الطائف           | يفع القصر في بلدة المويه شمال شرق مدينة الطائف، وقد أكتسب الموقع أهمية لكونه محطة توقف للملك عبد العزيز خلال تنقلاته بين الرياض ومكة المكرمة، ومن بعده ابنه الملك سعود ومحطة توقف أيضاً لوفود الدول والحجاج القادمين من مختلف انحاء العالم. |
| 49   | قصر الملك عبد العزيز (وادي الدواسر) |            | وادي الدواسر     | يقع قصر الملك عبد العزيز في وادي الدواسر على مرتفع من الأرض بين بلدتي الخماسين واللدام، ويرجع سبب اختيار الملك عبد العزيز لهذا الموقع بالتحديد إلى أن الخماسين واللدام أهم بلدتين بوادي الدواسر، كما هدف إلى لم شمل القبائل تحت جناح حكمه. أطلق على قصر الملك عبد العزيز بوادي الدواسر مسميات عدة، وأقدمها ما ذكره فيلبي قذكر أن القصر يسمى بقصر ( برزان)، كما سمى أهالي الوادي القصر بقصر ( الشيوخ)، أما مسمى قصر الملك عبد العزيز فهو مما جرت عليه العادة حيث سميت القصور التي بنيت في عهد الملك عبد العزيز باسمه وإن لم يسكنها أو يستخدمها. |
| 50   | قصر الملك فيصل (مكة)                | تحميل صورة | مكة المكرمة      | هو قصر تاريخي يقع في مكة المكرمة غرب المملكة العربية السعودية، كان مقرا للملك فيصل حين كان نائبا للملك عبد العزيز في الحجاز. في عام 2016 صدرت الموافقة على إعادة ترميم وتأهيل القصر، وتحويله إلى متحف عام. |
| 51   | قصر المنسف                          | تحميل صورة | الدرعية          | يقع القصر في مدخل أحد روافد ِشعب الملقى الجنوبية٬ ويسمى شعب المنسف٬ في أعلى شعب الملقى. وقد بني القصر من الطين والحجر٬ وهو مستطيل الشكل٬ طول جداره الشمالي 15 متر٬ وطول جداره الغربي 25 متر. ويقع باب القصر في الجهة الشمالية بعرض متر واحد٬ ويقابله باب آخر في الجهة الجنوبية٬ ويتألف القصر من أربع ساحات واسعة لا يشاهد فيها تقسيم للغرف٬ وهو مزود بأب ارج مربعة أبعادها متران في مترين، ودائرية قطرها 1.5 متر في الأركا، ن وواحد في الداخل يبلغ ارتفاع ما تبقى من جدران وأبراج القصر مترين اثنين٬ ويراوح عرض الأسوار الداخلية والخارجية بين 90 سم ومتر واحد. وتوجد إلى جوار السور الشمالي للقصر من الخارج بئر دائرية مطوية بحجارة منحوتة طول قطرها متران. كما يوجد على الجبل الذي يقع جنوب القصر بنحو 30 متر٬ برج دائري الشكل٬ وهو مبني بالحجر ذي المقاسات الكبيرة والطين. |
| 52   | قصر الناصرية                        | تحميل صورة | الرياض           | وصفه أحد الغربيين الذي لابد أن زار القصر بعد 35 سنة من بنائه بأنه ضمن عشرة قصور ملكية بنيت في المملكة العربية السعودية في كل من الرياض ، ومكة المكرمة ، والمدينة المنورة ، وجدة ، وأن هذا القصر مطلي باللون الوردي ، لكنه يعد الآن أطلالاً مهجورة ، وأشار إلى أن ساحاته بنيت من الرخام وكانت مغطاة بسجاد فارسي ، ومضاء بالثريات الكريستالية ، وكانت حدائق القصر تضم نوافير ضخمة تعمل ليل نهار ، وبها تنشر أقفاص الطيور ، وتضم أشجار البرتقال والياسمين وآلاف الورود ، وتزين جدرانه لوحات القرميد التركي والديباج الفرنسي ، والقناديل الإسبانية ، والمزهريات الصينية الكبيرة ، وقد كلف بناؤه وتأثيثه بملايين الجنيهات الإسترلينية . وقد أضيفت مرافق جديدة محيطة بالقصر تضمنت قصوراً جديدة وباحات مخصصة للنساء ومسجد للعائلة المالكة ومدرسة لأبناء القصر ومستشفى وثكنة للجنود الذين يحمون القصر ، ولم يبق من القصر إلا قوس متهدم وميل أو ميلان من السور ، أما القصر المركزي فقد بقي علامة بارزة حتى اليوم .                                                   |
| 53   | قصر اليمامة                         |            | الرياض           | هو المقر الرسمي ومكتب ملك المملكة العربية السعودية. يقع القصر في الضواحي الغربية لمدينة الرياض، عاصمة المملكة، وأيضا مقر الديوان الملكي. |
| 54   | قصر الوزية                          |            | مدينة العيون     | قصر الوزية أحد أهم القصور الأثرية بمحافظة الأحساء، وله تاريخ طويل، يقع القصر في بلدة الوزية على مسافة 15 كيلومتر شمال مدينة الهفوف، وهو آخر قلاع المراقبة الشمالية على الطريق التجاري المتجه شمال محافظة الأحساءللقادمين والمغادرين من وإلى العقير عبر الدرب السلطاني والمدن التي تقع شمال الأحساء. تبلغ مساحة القصر 396 متراً مربعاً، القصر عبارة عن قلعة حربية صغيرة الحجم، تتكون القلعة من أربعة أبراج مزودة بمزاغيل للمراقبة في أركانه الأربعة، ويُصعد إليها بدرج، أقيم في الجهة الشمالية غرفة صغيرة الحجم للحراسة بجوار المدخل الرئيس للقصر وأروقة من الجهة الغربية والشرقية، وللقصر بوابتان إحداهما جنوبية والأخرى غربية وهي الرئيسة للقصر، وأقيم أمامهما مدخل خارجي مكسور، وكانت ملحقة بالقصر من الخارج في الجهة الشمالية عين ماء يسقي منها سكان كافة المنطقة المحيطة بالقصر والقوافل التجارية المارة بالوزية. |
| 55   | قصر باناجه                          | تحميل صورة | مدينة جدة        | كان عبد الرحمن باناجه مؤسس هذا القصر، والذي كان في بداياته يعمل حمالاً في أحد البيوت بجدة، ثم أصبح حمالاً لدى أحد التجار يشرف على المخازن التي تتوفر فيها البضائع، وكان يحمل الأكياس على ظهره حتى يخرجها من المخزن إلى العربة التي ستنقلها، أو يحمل الأكياس حتى يتم ترتيبها في المخزن، ثم تطور شيئاً فشيئاً حتى أشتغل بالتجارة، وأصبح لديه المال والعمال، وتمكن من بناء هذا القصر الذي يتوسط سوق الندى حيث يطل مدخله الرئيسي والشارع المحاذي لمسجد الحنفي من الجهة الشرقية، وقد برز من ذريته احمد باشا باناجه الذي كان وزيراً للمالية في عهد الشريف حسين بن علي فترة حكمه للحجاز سنة 1334-1341هـ. |
| 56   | قصر باهلة                           | تحميل صورة | المذنب           | أشار إليه المؤرخ إبراهيم بن عيسى بقوله: " أن حصن البواهل هو القصر المعروف شمال الجامع وهو خارج عنه، بينهما سوق عرضه 16 ذراعاً، والقصر له باب واحد ويسمى احياناً قصر المذنب" أشار إليه عثمان بن بشر في حوادث عام 1230هـ عندما نزل به الامام عبدالله بن سعود أكثر من مرة. |
| 57   | قصر برزان                           |            | حائل             | القصر لم يتبق منه إلا البرجين الذين كانا يحيطان به وكان قصر برزان بارتفاع 70 قدماً. بني القصر قرابة عام 1808م، بواسطة الأمير محمد بن عبد المحسن آل علي ، ثاني حكام أسرة آل علي في حائل. على مساحة تتجاوز 300 ألف متر مربع. ويتكون القصر من ثلاثة طوابق، وتتوزع في الطابق الأرضي كل من المجالس وصالونات الاستقبال والحدائق بالإضافة إلى المطابخ. وفي الطابق الثاني غرف ضيوف الدولة، وفي الطابق الثالث تسكن الأسرة الحاكمة. |
| 58   | قصر ثليم                            | تحميل صورة | الرياض           | قديماً تعارف المسافرون إلى الرياض على أن ثليم محطة الاستعداد لدخول العاصمة، وانتظار فتح بوابات المدينة صباحاً، وكذلك محطة للمسافرين قبل سفرهم من الرياض؛ ولذلك اختاره الملك عبد العزيز وقفاً لوالده ثم رأى الملك عبد العزيز في عام 1359هـ إنشاء مضيف يتسع للقاصدين الرياض ويتضمن نزلاً ومطابخ ويٌؤمن للقادمين إلى الرياض الطعام والماء. |
| 59   | قصر حمد بن سليم                     | تحميل صورة | الطائف           | يقع في حي عروى في شارع أسامة بن زيد المؤدي شرقاً لباب الريع المتجه لمجمع الدوائر الحكومية ومباني الحرس الملكي، وبجوار القصر الملكي شُيد هذا القصر خارج سور الطائف القديم، ويحدهُ من الشرق شارع شجاع بن وهب ومبنى تراثي لآل دهلوي، ومن الغرب مبانٍ ملاصقة مُلك لأهالي الطائف، ومن الشمال شارع أسامة بن زيد الممتد من أمام مكتب أبي خبر، ومن الجنوب فناء ملاصق ومبانٍ. |
| 60   | قصر خزام (الأحساء)                  |            | الأحساء          | لا يوجد تاريخ محدد يوضح بناء القصر ولكن من المرجح أنه بني في السنوات الأولى من الحكم السعودي للأحساء مابين عامي 1298 هـ - 1331هـ، ولكن كانت بعض المراجع تذكر أنه بني سنة 1220 هـ حيث استخدم كقاعدة لسعود بن عبد العزيز الكبير لاخماد تحركات بني خالد عام 1235 هجرية الذي سمي غار الرقيقة وذلك نسبة إلى عددها الكبير. في رمضان سنة 1291 هـ قدم الامام عبد الرحمن بن فيصل بن تركي آل سعود من بغداد إلى الأحساء ومعه فهد بن صنيتان وانضم اليه طائفة من العجمان وال مرة وطلب من اهل الأحساء مناصرته على اخراج جنود الأتراك من الأحساء فاجابوه إلى ذلك وبدأ وجيشه ببسط سيطرته على المنطقة فهاجموا قصر خزام بالهفوف وسيطرواعليه وعلى من في الكوت مقر العساكر الأتراك الذين تحصنوا في حصونهم داخل اسوارها واستمر الحصار إلى ذي القعدة وفي هذه الأثناء كتب والي الأحساء متصرف بغداد يخبره بما حدث طالبا منه النجدة. |
| 61   | قصر خزام (جدة)                      |            | جدة              | تعود بداية بناء قصر خزام إلى سنة 1928م، وقد استغرق بناؤه خمسة أعوام بواسطة مجموعة المعجل، حيث اكتمل بناؤه سنة 1932م، وقد سمي القصر بخزام بسبب كثرة وجود نبات الخزامى في المنطقة التي بني عليها، وكان القصر مقراً للملك عبد العزيز آل سعود ومن ثم لابنه سعود بن عبد العزيز. شهد قصر خزام الكثير من الأحداث المهمة كان أبرزها أول وأهم اتفاقية سعودية للتنقيب عن البترول. في سنة 1981م وجَّه فهد بن عبد العزيز بتحويل القصر إلى متحف، بعد أن نقل إدارته إلى وكالة الآثار والمتاحف بوزارة المعارف، حيث قامت الوكالة بترميم جزء من مقدمة القصر، وافتتح في مارس 1995م. |
| 62   | قصر رامة                            | تحميل صورة | منطقة القصيم     | تعتبر رامة من المواقع الاسلامية القديمة حيث تبعد عن محافظة عنيزة 60 كم جنوباً، ورامة أو رامتان معلم بارز من معالم شبه الجزيرة العربية، وقد تغنى بها الشعراء قديماً مثل جرير والفرزدق، وقد كانت قديماً محطة من محطات حجاج البصرة، وعثر بالقرب منها على آثار قديمة من مبانٍ مطمورة تحت الرمال، وكما عثر على آثارٍ منحوتة في الصخر بشكل دائري وهندسي رائع وبعيدة الغور، وقد كان الحجاج يستقون منها اثناء مرورهم. |
| 63   | قصر سعد (الدرعية)                   |            | الدرعية          | يقع القصر في حي الطريف ببلدة الدرعية، ويعتبر من الأبنية المهمة؛ إذ يعد نموذجاً لما كانت عليه قصور حي الطريف، وهو مشابهاً لعمارة قصر عمر. يقع هذا القصر على أرض صخرية تهدمت أكثر اجزائها العلوية، ويتخذ القصر شكل المستطيل، ويبلغ طوله 39م وعرضه 30م، ويحيط به اثنا عشر برجاً تبلغ سماكتها متراً تقريباً أربعة منها رئيسية في الأركان الأربعة للقصر، أما الثمانية فهي موزعة برجان لكل ضلع يقومان في منتصفه، وتتخذ الأبراج الشكل النصف الأسطواني فيما يبلغ قطر الأبراج الركنية 2,50 وتقع البوابة الرئيسية في الضلع الغربي وقد اختفت معالمها لتساقط الأسوار وتراكم الحجارة في منتصف الضلع بين الأبراج المنتصفة، وتشتمل الوحدة الجنوبية من القصر على ست غرف وممر واحد، وتبلغ مساحتها أربعة أمتار عرضاً وستة طولاً ، ويفصل بين الوحدة الجنوبية والشرقية ممر عرضه ثلاثة أمتار، وأما الوحدة الشرقية فتتكون من سبع غرف يفصلها بينها وبين الوحدتين الشمالية والجنوبية ممر، وقد تهدمت معظم اجزاء هذه الوحدة.                                                               |
| 64   | قصر سعود (الزلفي)                   | تحميل صورة | محافظة الزلفي    | بُني القصر على أرض منبسطة، ويتخذ الشكل المربع، ويبلغ طول جداره الغربي من الشمال للجنوب 19،10م، ويقع في المدخل الرئيس للقصر، ويبلغ عرضه 2م، وارتفاعه 2،60م، وطول جداره الجنوبي الذي يمتد من الشرق للغرب 18،60م، وكما يبلغ طول جداره الشرقي الذي يمتد من الشمال للجنوب 18،5م، وأما جداره الشمالي الذي يمتد من الشرق للغرب؛ فيبلغ طوله 18م، بينما يبلغ ارتفاع جدران القصر ما بين 3-5م، وسمكها 1،30م، وكما تتواجد في القصر بقايا أربعة أبراج دائرية الشكل أساساتها مبنية من الطين، ويتم الوصول إلى هذه الأبراج من خلال مداخل صغيرة داخل القصر حيث يبلغ متوسط عرضها 90سم، وتتألف الأبراج من دورين، ويوجد في بعض جدرانها فتحات تُستخدم للرماية والمراقبة، زالقصر عبارة عن فناء مكشوف البناء، وقد بُني من الطين المرصوص فوق بعضه البعض، ويختلف عددها من حيث السماكة التي تتراوح ما بين 35-55سم. |
| 65   | قصر سعيد بن العاص                   | تحميل صورة | وادي العقيق      | لما دنا أجل سعيد بن العاص وكان سيدًا فاضلًا سخيًا قال لابنه عثمان: إذا أنا متُّ فعليَّ دين أرجو أن تقضى من خالص مالي. فقال عثمان لوالده: لايوجد من خالص مالك ما يكفي لذلك، فقال سعيد لابنه: إذا ذهبت لأمير المؤمنين معاوية وعرضت عليه القصر ودوره ومزارعه سوف يشتريها منك بما تريد. فلما توفي سعيد ذهب ابنه عثمان إلى معاوية بالشام، فلما قيل له عثمان بن سعيد يستأذن قام فزعًا، وقال: توفي والله سعيد. فأذن له فلما دخل وسلّم أخبره بما على سعيد من ديون وأوصى أن تقضى من خالص ماله: فقال معاوية: اشتري منك قصره بألف ألف ودور القصر بألف ألف ومزارع القصر بألف ألف، فوافق عثمان، فقال معاوية: أسرع يا كاتب بالدواة والقلم وأكتب قبل أن يندم الرجل، فلما أعطاه المال خرج يودعه ولم يمض معه كثيرًا وقيل: إنه رجع عنه مخافة أن يندم. |
| 66   | قصر سلمى                            |            | الأفلاج          | لم يكن هناك سببا واضحا لتسمية هذا القصر بهذا الاسم إلا أن قبيلة الجميل الهلالية وأميرهم فيصل الجميلي في القرن العاشر يكنون بأخوان سلمى ، ولعل هذا سبب التسمية ، حيث أن نخوة قبيلة اجميلة في السعودية إخوان سلمى لذلك تم تسمية هذا القصر على سلمى ، والله أعلم. |
| 67   | قصر سلوى                            |            | الدرعية          | يُعد القصر مقر أمراء وأئمة آل سعود طوال حكم الدولة السعودية الأولى٬ ويقع في محلة سلوى بالجهة الشمالية الشرقية لحي الطريف في مقدمة الحي٬ ويحد القصر شمالاً وادي حنيفة وشرقًا بيت المال٬ وغربًا مسجد الإمام عبد الله بن سعود وقصور إخوته الأمراء: فهد وإبراهيم وغيرهما من أبناء الإمام سعود٬ كما توجد البئر بالجهة الشمالية الغربية، ويعد القصر أكبر قصور مدينة الدرعية بمنطقة نجد، إذ تزيد مساحته على عشرة آلاف متر مربع٬ وهو مكون من سبع وحدات معمارية بنيت على مراحل متعاقبة بدأت منذ عهد الأمير محمد بن سعود بن مقرن مؤسس الدولة السعودية الأولى٬ وقد تهدم معظم أجزاء القصر. |
| 68   | قصر شبرا (الطائف)                   |            | الطائف           | تم بناء قصر شبرا في حي شبرا بالطائف عام (1323هـ/ 1905م) يتميز بطراز معماري مزج بين الطابعين الروماني والإسلامي مع أساليب العمارة التقليدية لمنطقة الحجاز، والعمارة الإسلامية التي تظهر في الأعمدة والأقواس والرواشين والأبواب والشبابيك، وأسقفه المزينة بالنقوش الخشبية، وهو تحفة معمارية جميلة من الداخل والخارج وتحف به الأشجار وتزين حجراته. ويعتبر أحد المعالم الأثرية في الطائف. |
| 69   | قصر شدا                             |            | أبها             | تم الانتهاء من بناء قصر الشدا في أبها عام 1348 هـ الموافق 1927. بناءً على توجيه من عبد العزيز آل سعود، الذي أوصى الشيخ عبد الوهاب أبو ملحة مدير مالية أبها آنذاك، بتشييد القصر، حيث شغل فترة من الزمن مقراً للإمارة وهو من أهم المعالم الأثرية في أبها، ويعد ذو قيمة تاريخية وتراثي. تم ترميمه في عام 1407 هـ، وجُهّز ليكون متحفاً للمأثورات الشعبية وذلك بأمر من أمير منطقة عسير، وقد افتتح بعد اكتمال أعمال التجهيز والترميم من قبل بلدية أبها. تكون القصر من أربعة أدوار يحمل كثير من ملامح وسمات العمارة المحلية، حيث تزين أركانه بحليات زخرفية بالإضافة إلى بعض الكرانيش الموجودة على الدور العلوي وكذا الفتحات الطولية الضيقة، تضم بينها العديد من الأدوات المنزلية القديمة وبعض خطوطات والمسكوكات ويحتوي أيضا على الصور الفوتوغرافية التي تعكس حياة مدينة أبها في النصف الثاني من القرن الماضي، وهو يقع في وسط مدينة أبها ويفتح أبوابه للزوار في فترتين: صباحية ومسائية.                                                                                |
| 70   | قصر صبحا                            |            | الهدار (الأفلاج) | قصر صبحا يحيط به جدار طويل يزيد أرتفاعه عن 15 متراً وعرضه ربما يصل للمتر والباب الأصل لهذا القصر يقع في الزواية الغربية الجنوبية ، والقصر يحتاج إلى ترميم واهتمام. يعتبر قصر صبحا من آثار قبيلة الجميل الهلالية ( اجميلة الهلالية ) قبل حوالي 400 سنة ، أي في القرن العاشر تقريبا وسكن فيه آل صباح وآل خليفة والجلاهمة وأبناء عمومتهم واشتهر من هذه القبيلة أعلام ورموز سطر التاريخ مجريات حياتهم مثل الأمير فيصل الجميلي والأمير حماد الجميلي الذي بنى قصر سلمى في البديع . |
| 71   | قصر طويق                            |            | حي السفارات      | يتمتع قصر طويق بموقع متميز في الطرف الشمالي الغربي من حي السفارات مطلا على وادي حنيفة ومحاطا بفرعين صغيرين للوادي، وقد صمم القصر على هيئة جدار ضخم مأهول يمثل جسم القصر الأساسي ويلتف حول حديقة داخلية حاميا إياها من الرياح والعوامل الطبيعية الأخرى، ويتراوح سمك الجدار بين 7 و13 متر كما يبلغ ارتفاعه نحو 12 متر، ويتألف القصر من بهو وقاعات استقبال وقاعة طعام ومدرج للمحاضرات وصالة متعددة الأغراض ودار للضيافة وصالة للألعاب الداخلية وملاعب خارجية ومسابح، كما تحيط به بعض الملاعب ومواقف السيارات وحدائق صحراوية مطلة على الوادي، ويشتمل البرنامج الوظيفي للقصر على إقامة الندوات والمعارض الفنية والثقافية وحفلات الاستقبال الرسمية للجهات الحكومية والبعثات الدبلوماسية وغيرها من الأنشطة التي تتناسب مع طبيعة القصر في كونه يقع في منطقة تعج بالسفارات الدولية والمنظمات الدولية والاقليمية. |
| 72   | قصر عاصم بن عمرو بن عمر             | تحميل صورة | وادي العقيق      | يقع القصر في شعب جبل تضارع الذي يسمونه غرابة وهو من وجاه البئر الوسطى من آبار عروة، وهو مجاور لقصر عروة بن الزبير. كما يقع القصر في الجهة الغربية من وادي العقيق٬ وقد شاهد هذا القصر عدد ممن كتبوا عن المدينة المنورة، ويُذكر أن مساحته تبلغ قرابة 900 متر مربع٬ وقد بني من الحجارة المغطاة بطبقة من الجص٬ أما الغرف فيبلغ عددها 8 غرف مع بعض المرافق داخل الفناء٬ وألحقت به من الخارج بعض المرافق كالاصطبلات والمخازن٬ ودكة للسمر٬ فضلاً عن بعض الغرف الملاصقة لسور القصر من الناحية الجنوبية. |
| 73   | قصر عروة بن الزبير                  |            | وادي العقيق      | ويحتوي القصر على بئر حفرها عروة بن الزبير بعد أن شيد قصره واستصلح أرضه، وذلك إلى جانب بئرين أخريين هما بئر العسيلة، وبئر السقاية في ضفة الوادي، ولا تزال بئرا القصر والسقاية موجودتين إلى اليوم. |
| 74   | قصر عنبسة                           | تحميل صورة | المدينة المنورة  | هو أحد قصور المدينة المنورة التاريخية، ويقع في العقيق. |
| 75   | قصر غياض                            |            | قفار             | من أهم الأثار البرج الذي يحمل اسم القصر، ويوجد في مدينة حائل العديد من الأحياء التي تزخر بالمياني التقليدية مثل: مغيضة، وسرحة، ولبدة، والعلياء. ويوجد حول القصر أيضاً بعض الآبار المهدمة والمردومة. |
| 76   | قصر لينة التاريخي                   |            | لينة             | بني القصر من الطين واللبن والحجارة وخشب الأثل وسعف النخل على مساحة 1000 متر مربع، وأُحيط به سور مربع في كل زاوية من زواياه برج دائري للحراسة والمراقبة، ويتوسط السور بوابة خشبية كبيرة جهة الجنوب، ويضم القصر غرف خاصة كانت للملك عبد العزيز وأسرته، وغرف للضيافة، وكما يحتوي على مسجد مسقوف بسعف النخيل، وبئر، واسطبلات للخيول، وفناء واسع تطل عليه معظم الغرف. |
| 77   | قصر مارد                            | تحميل صورة | منطقة القصيم     | يقع القصر على تل صخري مرتفع شرقي عين بن فهيد بالأسياح٬ على مسافة 2 كم من الموقع المعروف تاريخيًا باسم النباج الذي يعد أحد أكبر محطات طريق الحج العراقي٬ والمحطة الأولى في منطقة القصيم. فيما يتعلق بتاريخ قصر مارد فهناك من يعتقد أنه يعود إلى القرن العاشر الهجري (السادس عشر الميلادي)٬ وذلك بمقارنة طراز بنائه بطرز معمارية مشابهة في بعض الدول العربية. في حين يوجد من ينسبه إلى صدر الدولة العباسية التي شهدت تطورًا كبيرًا في العمارة وخصوصًا على المسالك والطرق. |
| 78   | قصر محمد بن عبد الوهاب الفيحاني     |            | دارين            | موقع القصر بملحقاته غني بالآثار التي تعود إلى أزمنةٍ مختلفة. على الرغم من قلة التنقيب في المنطقة إلا أنه وُجدت آثاراً فيها شملت نقوداً تمتد إلى العصر الأموي. سبق اكتشاف عملات قديمة تعود لعصر صدر الإسلام مكتوب عليها الشهادتان في سبعينات القرن العشرين. كما عُثر على أجزاء من هيكل عظمي تعود تقديرات عمره لنحو 200 عام قبل الميلاد. وعثر على جزء من فك وكتف بشري في الركام المُستخرج من الأرض المنقب فيها. |
| 79   | قصر محيرس                           |            | الأحساء          | تألف القصر في السابق من دورين بنيا بالحجارة والطين، وله سور خارجي مدعم ببرج أسطواني الشكل، ويقع في الركن الجنوبي الشرقي منه، ويفتح في جدار السور الجنوبي للقصر مدخل ينتهي إلى فناءٍ صغير مكشوف في منتصفه بئر ماء، ويتقدم الفناء ثلاث حجرات طويلة في أعلاها غرفتان، وتم تطوير المساحة المحيطة به بإنشاء " حديقة قصر محيرس " بمسطحات مزروعة ومرافقات مساندة لها من ألعاب ودورات مياه وإضاءة، شهدت الهيئة العامة للسياحة والتراث الوطني توقيع مع أمانة الأحساء مذكرة تفاهم لتطوير قصر محيرس الأثري، وذلك خلال ملتقى السفر والاستثمار السياحي السعودي 2014م، تأهيل خمسة مواقع تاريخيةفي الأحساء، و منها قصر محيرس كغيره من المعالم التاريخية والأثرية المعروفة في المنطقة التي تم بناؤها من الطين مضافا إليه مواد أولية كالخيش والتبن. |
| 80   | قصر ابن شعلان                       |            | القريات          | بنى قصر كاف أو قصر ابن شعلان نواف بن شعلان سنة 1338هـ، وقد استعمل الحجارة الموجودة على قمم تلك الجهات والتي كانت تعتبر من القلاع القديمة، ويعتبر القصر نقطة تحكم لحركة القوافل التجارية القادمة من شرق وجنوب الجزيرة العربية، وأما الكتابة العربية الموضوعة فوق مدخل القصر وهي بالخط الكوفي القديم، ولعلها من العهد الأموي 41-132هـ . |
| 81   | قصر إمارة الحديثة                   |            | القريات          | يقع في قرية الحديثة الواقعة بالقرب من الحدود الأردنية على مسافة 20 كم إلى الشمال الغربي من مدينة القريات. تم انشاء القصر في عهد الملك عبد العزيز في 1371هـ، وتعاقب عليه عدد من الامراء، تم اخلاء القصر عام 1393هـ، عندما رحل العاملون به إلى منفذ الحديثة، وتم تسليمه إلى وزارة المعارف ممثلة في وكالة الآثار والمتاحف التي قامت باجراء الترميمات اللازمة له لتحويله إلى متحف. |
| 82   | قصور آل محي                         |            | محافظة تربة      | هو موقع سكني قديم مبني من الطين الأحمر وأسقفه من جذوع النخيل مغطاه بجريد النخيل ، يقع على قمة ربوة عالية في واجهة تربة الشمالية يتوسطها قصر " الحزم " فيه حوالي ٤٣ غرفة وفيه مسجد له باحة شرقية ومربط للخيل وأماكن للمدافع القديمة ومخازن متفرقةللذخيرة والمؤونة ، والموقع محاط بسور له بوابة شرقية كبيرة مطله على غابة كثيفه من مزارع النخيل التي يملكها "آل محي" تدخل منها الخيول والجمال ، يحد الموقع من الشرق مزارع ووادي تربة وغرباً وادي السليم (ريحان) وشمالاً إمتداد الربوة وجنوباً محافظة تربة تم بناءة عام١٢٠٠هـ/١٧٨٥م . |